# Zombor
Zombor (hongrois : Zobor) est un village de Slovaquie situé dans la région de Banská Bystrica.

## Histoire
La première mention écrite du village date de 1327.
La localité fut annexée par la Hongrie après le premier arbitrage de Vienne le 2 novembre 1938. En 1938, on comptait 259 habitants. Elle faisait partie du district de Szécsény (hongrois : Szécsényi járás). Durant la période 1938 - 1945, le nom hongrois Zobor était d'usage. À la libération, la commune a été réintégrée dans la Tchécoslovaquie reconstituée.

## Démographie

### Évolution de la population
| Année:               | 1994. | 2004.   | 2014.    | 2024.   |
| -------------------- | ----- | ------- | -------- | ------- |
| Nombre de personnes: | 93    | 99      | 149      | 144     |
| Différence:          |       | +6,45 % | +50,50 % | -3,35 % |

| Année:               | 2023. | 2024.   |
| -------------------- | ----- | ------- |
| Nombre de personnes: | 147   | 144     |
| Différence:          |       | -2,04 % |